# Órbita areocéntrica

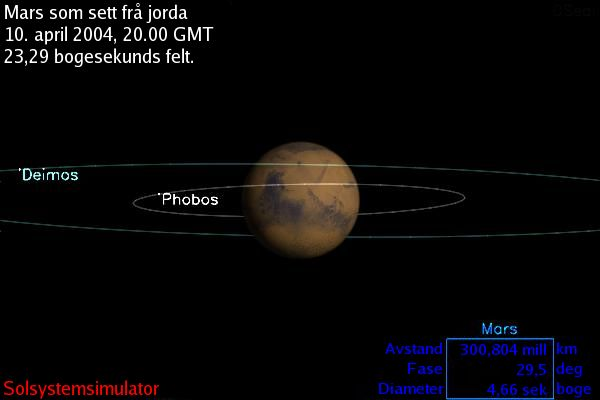
Órbitas de Fobos y Deimos alrededor de Marte

Una órbita areocéntrica es una órbita alrededor del planeta Marte. Es el equivalente marciano de las órbitas geocentricas alrededor de la Tierra. El prefijo areo- se deriva de Ares, el antiguo dios griego de la guerra y contraparte del dios romano Marte, con quien se identificó el planeta. La palabra griega moderna para Marte es Άρης (Áris).
Los primeros satélites artificiales en órbita areocéntrica fueron la sonda estadounidense Mariner 9 y los orbitadores soviéticos Mars 2 y Mars 3 en noviembre de 1971.